# Jacob Aloys Lilienthal

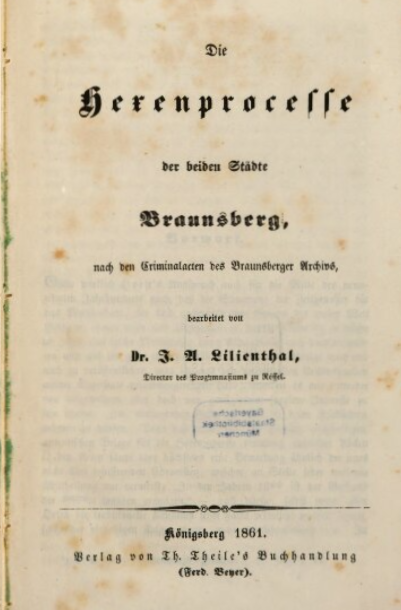
Die Hexenprozesse der beiden Städte Braunsberg, 1861

 Jacob Aloys Lilienthal (* 20. Oktober 1802 in Braunsberg, Ostpreußen; † 8. November 1875 in Rößel, Ostpreußen) war ein deutscher Gymnasiallehrer und ostpreußischer Regionalhistoriker.

## Leben
Nach glänzendem Abschluss seiner Vorbereitung 1813–1822 auf das Hochschulstudium am heimischen Gymnasium, wo seine Lehrer sein Interesse an der Landesgeschichte wie auch an den exakten Naturwissenschaften geweckt hatten, besuchte Lilienthal vom 17. August 1822 bis Ostern 1824 die Universität Königsberg, dann vom 5. Mai 1824 bis Sommer 1826 die Universität Berlin, um alte Sprachen und Mathematik zu studieren. In Königsberg scheint er sich im akademischen Umfeld von Johannes Voigt bewegt zu haben, denn bei dessen Habilitation am 20. März 1823 zum ordentlichen Professor mit der Dissertation De ordinis equitum Teutonicorum certamine cum judiciis Westphaliae secretis gesto trat Lilienthal neben Bobrick als amtlich bestellter Disputant auf. In Berlin nahm Lilienthal eine Stelle als Privatlehrer des Sohns des Stadtrats Schmedding an.
Nachdem er in Berlin am 15. Juli 1826 sein philologisches und mathematisches Examen abgelegt hatte, trat er am 21. September 1826 eine Stellung als Lehrer am Gymnasium Braunsberg an und erteilte Unterricht zunächst im Fach Physik, später auch in den Fächern Mathematik, Latein, Griechisch und Deutsch.
Im Jahr 1832 wurde er vom Magistrat der Stadt Braunsberg zum technischen Mitglied der Stadtschuldeputation erwählt. Er setzte sich besonders für das katholische Schulwesen ein. Obwohl in Braunsberg bereits eine höhere Töchterschule für evangelische und katholische Schülerinnen bestand, setzte er 1846 die Gründung einer zusätzlichen, katholischen Töchterschule durch. Trotz seiner ausfüllenden Tätigkeit am Gymnasium und bei der Stadtverwaltung befasste er sich nebenberuflich unter Benutzung der Archive von Braunsberg und Frauenburg mit landesgeschichtlichen Themen. Er veröffentlichte eine Reihe geschichtswissenschaftlicher Abhandlungen über das Ermland.
Am 1. Juni 1847 wurde er zum interimistischen Direktor des Progymnasiums der Stadt Rößel berufen, wo er am 17. September 1848 dann eine amtliche Festanstellung erhielt. Schon bald setzte er sich auf dem Verwaltungsweg für den Ausbau des Progymnasiums zu einem vollständigen Gymnasium ein. Seine Beharrlichkeit führte dazu, dass das Progymnasium zu Rößel nach einer 1863 von König Wilhelm I. von Preußen erlassenen Anordnung mit Beginn des neuen Schuljahrs zu einem gewöhnlichen Gymnasium erweitert wurde. Nach 40-jähriger Amtstätigkeit wurde Lilienthal zum Jahresende 1866 in den Ruhestand versetzt.

## Schriften (Auswahl)
- Braunsberg in den ersten Decennien des 17. Jahrhunderts – Eine Rede, zur Feier des Geburtstages Seiner Majestät Friedrich Wilhelm's III. am 3. August 1837 gehalten im Saale des Rathauses. Braunsberg 1837 (Google Books).
- Ueber die Bischofswahl im Ermlande mit vorzüglicher Berücksichtigung der Verhältnisse zur Zeit der polnischen Oberherrschaft.[1]
- Die Erweiterung des Kgl. Progymnasiums zu Rössel zu einem Gymnasium. In: Zeitschrift für die Geschichte und Alterthumskunde Ermlands. Fünfter Band. 13.–16. Heft. Jahrgang 1870, 1871, 1873, 1874, Verlag Eduard Peter, Braunsberg und Leipzig 1874, S. 495–509  (Google Books).